# Urapteritra suavis
Urapteritra suavis är en fjärilsart som beskrevs av Charles Oberthür 1923. Urapteritra suavis ingår i släktet Urapteritra och familjen Uraniidae. Inga underarter finns listade i Catalogue of Life.